# خصائص الكائنات الحية
تتميز  بخصائص تميزها عن غيرها من الكائنات مما يجعلها مختلفة شكلياً وبنائياً.

## الحركة

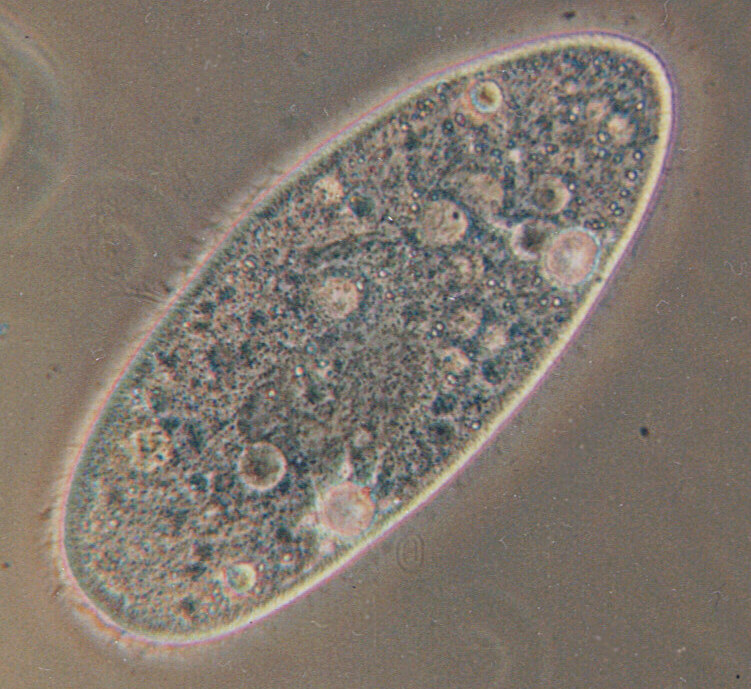
البراميسيوم

الحركة: ظاهرة تتميز بها الكائنات الحية جميعها، فمعظم الحيوانات قادرة على الانتقال من مكان إلى آخر، وهذا ما يعرف بالحركة الانتقالية Locomotion. وقد تندمج الحركة الانتقالية من زوائد شعرية تبرز من الخلايا، قد تكون قصيرة وتسمى الأهداب cilia،أو طويلة نسبياً وتسمى الأسواط flagella؛ وقد تنتج الحركة الانتقالية من تغير شكل الخلية بتكوين أقدام كاذبة pseudopodia وهذا ما يعرف بالحركة الأميبية.

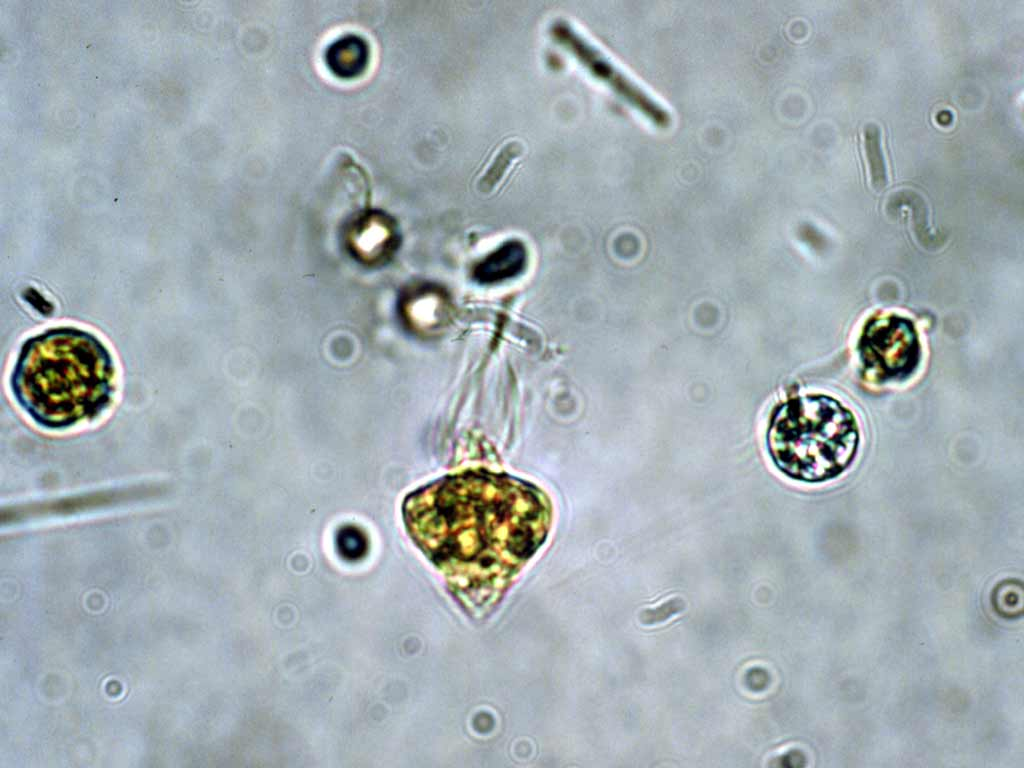
اليوجلينا

ومعظم الحيوانات   قادرة على الحركة الانتقالية في كل مراحل حياتها، وقليل منها قادر على الانتقال من مكان لآخر في المراحل الأولى من حياته فقط، كالإسفنج والمرجان وبعض الطفيليات. وتوجد في بعض الكائنات التي تبدو ثابتة كالنباتات – حركة موضعية؛ أي حركة لأجزاء من النبات، كحركة أوراق النباتات آكلة الحشرات، وحركة فتح الثغور وإغلاقها في الأوراق، والانتحاء الضوئي أو التأود الضوئي phototropism، والتأود الأرضي geotropism. كذلك، إذا نظرت إلى خلايا حية تحت المجهر ستشاهد السيتوبلازم في حركة دورانية مستمرة تعرف بالحركة السيتوبلازمية (الدورانية) cyclosis.

## النمو
يعرف النمو في علم الأحياء بأنه الزيادة في كتلة الكائن الحي وحجمه نتيجة زيادة كمية المادة الحية فيه. ويحدث النمو نتيجة الانقسام المتساوي (غير المباشر) للخلايا وزيادة حجمها، ومن ثم تخصصها لتكون أنسجة وأعضاء وكل الخلايا قادرة على الانقسام في المراحل الأولى من نموها، أما في المراحل اللاحقة؛ فيقتصر الانقسام على مناطق معينة من جسم الكائن الحي، كالقمم النامية في النبات، والطبقة الداخلية المولدة من خلايا بشرة الجلد في الإنسان.ويحدث النمو عندما تزيد كمية الغذاء الممتصة على كمية الغذاء المهضومة لإنتاج الطاقة اللازمة للوظائف الحيوية المختلفة فإن الفرق بين الكميتين يضاف إلى مادة الجسم عندها نقول أن الجسم ينمو بيولوجيا ويعرف النمو بأنه الزيادة في الوزن الجاف للجسم ويزيد وزن الجسم للكائن الحي في الأعمار الأولى ويتوقف عند وزن وحجم ثابت كما أن جسم الحيوان له القدرة على إصلاح مايفسد عند التئام الجروح أو تعويض الأجزاء المقطوعة أو كقدرة بعض الحيوانات على التجدد مثل دودة الأرض ونجم البحر والأسفنج وتنمو النباتات بأحجام كثيرة وبعضها ينمو بطرق مختلفة تكوين براعم طرفية ذات خلايا انشائية فتكون الأوراق والأغصان ويزداد النبات تفرعا وتصل الأشجار إلى أحجام كبيرة جدا

## الحاجة إلى طاقة
تحتاج كل و جميع الكائنات الحية إلى الغذاء للنمو والبقاء على قيد الحياة. وتقوم بعض أنواع البكتيريا والطحالب والنباتات بصنع المواد العضوية التي تحتاج إليها من مواد غير عضوية بسيطة بوساطة عملية البناء الضوئي، وتوصف هذه الكائنات بأنها ذاتية التغذية autotrophic، بينما تحصل باقي الكائنات الحية على غذائها جاهزاً – بطريقة مباشرة أو غير مباشرة – من النباتات أو من الحيوانات ؛ وتسمى هذه الكائنات غير ذاتية التغذية heterotrophic ٫وتقوم الكائنات غير ذاتية التغذية بهضم غذائها قبل أن تستفيد الخلايا منه. وقد تحدث عملية هضم الغذاء داخل الخلايا – كما في أميبا – إذ تبتلع المادة الغذائية بتكوين أقدام كاذبة حولها وتهضمها داخل الفجوة الغذائية، أو يحدث الهضم خارج الخلايا؛ داخل قناة هضمية – كما في الإنسان – إذ تهضم جزئيات الطعام في هذه القناة ثم تنتقل إلى داخل الخلايا عن طريق الانتشار أو النقل النشط، أو قد يحدث الهضم في الوسط المحيط؛ كما في الفطريات.

## التكاثر
معظم الكائنات الحية تستطيع التكاثر. والتكاثر نوعان: تكاثر لا جنسي asexual؛ ويقصد به إنتاج أفراد جديدة من فرد واحد دون الحاجة إلى وجود ذكر وأنثى، وتكاثر جنسي sexual؛ ويقصد به إنتاج أفراد جديدة نتيجة اندماج جاميت ذكري مع جاميت أنثوي.

## الأيض
تحدث في أجسام الكائنات الحية جميعها تفاعلات كيميائية ضرورية للتغذية والنمو وإصلاح الأنسجة التالفة وتحويل الطاقة إلى شكل يمكن الاستفادة منه، وتسمى هذه التفاعلات بعمليات الأيض metabolism. وعمليات الأيض مستمرة في أجسام الكائنات الحية كافة؛ ويؤدي توقف هذه العمليات إلى موت الكائن الحي. 
ويتضمن الأيض عمليات بناء وهدم؛ وعمليات الهدم catabolism هي: التفاعلات التي يتم بها تحطيم الجزئيات المعقدة إلى جزئيات بسيطة التركيب؛ فينتج منها طاقة. 
وعمليات البناء anabolism هي: التفاعلات التي يتم بها تكوين جزئيات معقدة من جزئيات بسيطة التركيب
وتكون عمليات البناء أسرع من عمليات الهدم في الكائنات الحية في أثناء نموها. أما في معظم الكائنات البالغة فإن عمليات البناء والهدم تكون متوازنة.

## الاستجابة للمؤثرات
تستجيب الكائنات الحية للمؤثرات؛ سواء أكانت هذه المؤثرات فيزيائية أم كيميائية؛ في الوسط الداخلي والخارجي. والمؤثرات التي تحدث استجابة في معظم الكائنات تشتمل على متغيرات عدة؛ منها التغير في لون الضوء واتجاهه وكثافته، والتغير في درجات الحرارة والضغط والصوت والتغير في التركيب الكيميائي للوسط؛ كالتربة المحيطة أو الهواء أو الماء.
وفي الكائنات المعقدة التركيب – كالإنسان – توجد خلايا على درجة عالية من التخصص لها القدرة على الاستجابة لأنواع معينة من المؤثرات؛ كخلايا شبكية العين التي تستجيب للضوء؛ أما الكائنات بسيطة التركيب، فلا يوجد فيها مثل هذه الخلايا المتخصصة، لكن جسم الكائن الحي – عمومًا – يمكنه الاستجابة للمؤثرات؛ فبعض الكائنات وحيدة الخلايا تستجيب للضوء الشديد بالابتعاد عنه. 
وتكون استجابة النباتات بطيئة وأقل وضوحاً من استجابة الحيوانات، وغالباً ما تستجيب النباتات للضوء والجاذبية الأرضية والماء وغيرها من المؤثرات بالنمو، كما أن حركة السيتوبلازم في خلايا النبات قد تزداد بتغيير كمية الضوء. وتستجيب بعض النباتات للّمس؛ كحركة أوراق النباتات آكلة الحشرات؛

## التكيف
يتعرض جسم الكائن الحي إلى تغيرات بيئية مختلفة، كالتغيرات في درجة الحرارة. ولا تتحمل معظم الكائنات الحية الانخفاض أو الارتفاع في درجة الحرارة، يجب أن تبقى مستقرة. ذاك ان العمليات الحيوية تتضمن الكثير من التفاعلات الكيميائية المختلفة. التي لا يمكن أن تحدث إلا إذا كانت الظروف ملائمة تمامًا. ويسمى الاستقرار الديناميكي للبيئة الداخلية للكائن الحي بالاتزان الداخلي.

## اقرأ أيضا
- البيولوجيا الرياضياتية (كتاب)
- علم الأحياء الرياضي والنظري